# Miażanka
Miażanka (biał. Мяжанка; ros. Межанка, Mieżanka) – wieś na Białorusi, w obwodzie mińskim, w rejonie łohojskim, w sielsowiecie Krajsk. W 2019 roku liczyła 8 mieszkańców.